# Jules-Marie-Victor Delmas
Jules-Marie-Victor Delmas, francoski general, * 29. november 1885, † 10. marec 1955.